# Preis der Nationalgalerie
Der Preis der Nationalgalerie, vormals Preis der Nationalgalerie für junge Kunst, ist ein Kunstpreis, der seit 2000 alle zwei Jahre vom Verein der Freunde der Nationalgalerie in Berlin an in Deutschland lebende bildende Künstler unter 40 Jahren verliehen wird. Museumsdirektoren und Kunstvereine können Künstler vorschlagen. Aus den Vorschlägen (Longlist) wählt eine 1. Jury, deren Mitglieder von der Nationalgalerie benannt werden, die vier möglichen Preisträger (Shortlist) aus. Die 2. Jury bestimmt aus der Shortlist den Sieger. Seit 2013 ist die zuvor mit 50.000 Euro dotierte Ehrung nicht mehr mit einem Geldpreis verbunden, stattdessen erhält der Gewinner eine kuratierte Einzelausstellung in einem der Häuser der Nationalgalerie. Zusätzlich zum Jurypreis gibt es auch den nicht dotierten Publikumspreis. Seit 2024 wird der Preis nicht mehr an eine Einzelperson vergeben, sondern gleichberechtigt an vier Kunstschaffende.

## Preisträger
- 2000 Dirk Skreber, nominiert waren außerdem Olafur Eliasson, Katharina Grosse und Christian Jankowski
- 2002 Elmgreen und Dragset, nominiert waren außerdem Tacita Dean, Maria Eichhorn und Daniel Richter
- 2005 Monica Bonvicini, nominiert waren außerdem John Bock, Angela Bulloch und Anri Sala
- 2007 Ceal Floyer, nominiert waren außerdem Jeanne Faust, Damián Ortega und Tino Sehgal
- 2009 Omer Fast, nominiert waren außerdem Keren Cytter, Annette Kelm und Danh Vo
- 2011 Cyprien Gaillard, nominiert waren außerdem Kitty Kraus, Klara Lidén und Andro Wekua
- 2013 Mariana Castillo Deball, nominiert waren außerdem Kerstin Brätsch, Simon Denny und Haris Epaminonda
- 2015 Anne Imhof, nominiert waren außerdem Christian Falsnaes, Slavs and Tatars und Florian Hecker
- 2017 Agnieszka Polska, nominiert waren außerdem Jumana Manna, Sol Calero und Iman Issa
- 2019 Pauline Curnier Jardin, nominiert waren außerdem Simon Fujiwara, Katja Novitskova und Flaka Haliti
- 2021 Sandra Mujinga, nominiert waren außerdem Lamin Fofana, Calla Henkel & Max Pitegoff sowie Sung Tieu
- 2024 Pan Daijing, Dan Lie, Hanne Lippard und James Richards

## Preis 2009
Vier Talente wurden für den Preis der Nationalgalerie für junge Kunst 2009 nominiert: Keren Cytter, Omer Fast, Annette Kelm, Danh Vo. Für die Ausstellung im Hamburger Bahnhof entstanden größtenteils neue Arbeiten, und ungewöhnliche architektonische Orte wurden mit einbezogen. Aufwändige Filmräume wurden geschaffen, aber auch Werke an der Wand, am Boden und große Objekte, die von der Decke baumeln. Erneut wurden sehr grundsätzliche Fragen über die Kunst aufgeworfen, aber auch Lebensspuren verfolgt, reduzierte Ästhetiken auf die Spitze getrieben, neue Themen für die Kunst erschlossen.
Die Künstler wurden von einer ersten Jury ausgewählt: Massimiliano Gioni (Künstlerischer Leiter der Nicola Trussardi Foundation, Mailand und Direktor für Sonderausstellungen im New Museum for Contemporary Art, New York), Jessica Morgan (Kuratorin Tate Modern, London), Beatrix Ruf (Direktorin Kunsthalle Zürich), Janneke de Vries (Leiterin der GAK Gesellschaft für Aktuelle Kunst, Bremen) sowie Bernhart Schwenk (Kurator Pinakothek der Moderne, München).
Die Ausstellung lief vom 11. September 2009 bis zum 3. Januar 2010.
Die Zweite Jury des Preis der Nationalgalerie für junge Kunst 2009 wählte am 22. September 2009 nach Besichtigung der Ausstellung den Preisträger aus: der israelische Videokünstler Omer Fast, der für seinen dreiteiligen Wettbewerbsbeitrag „Nostalgia“ ausgezeichnet wurde. Die Zweite Jury bestand aus fünf Personen: Daniel Birnbaum (Leiter der 53. Biennale in Venedig), Sam Keller (Direktor der Fondation Beyeler, Basel), Christine Macel (Kuratorin im Centre Pompidou, Paris), Gabriele Knapstein (Kuratorin im Hamburger Bahnhof, Berlin) sowie Udo Kittelmann (Direktor der Nationalgalerie, Berlin).

## Preis 2011
Die Werke der für den Preis des Jahres 2011 nominierten Künstler Cyprien Gaillard, Klara Lidén, Andro Wekua, und Kitty Kraus wurden vom 9. September 2011 bis zum 8. Januar 2012 im Museum für Gegenwart in Berlin ausgestellt. Cyprien Gaillard gewann den Preis 2011 mit seiner eigens für die Ausstellung geschaffenen Videoarbeit "Artefact" (2011).
2011 wurde, zusammen mit dem Preis der Nationalgalerie für junge Kunst, erstmals der vom Verein der Freunde der Nationalgalerie in Kooperation mit der Deutschen Filmakademie ins Leben gerufene Förderpreisfür Filmkunst, vormals Preis der Nationalgalerie für junge Filmkunst vergeben. Den Preis erhielt Theo Solnik für seinen Film "Anna Pavlova lebt in Berlin", der anschließend im Museum für Gegenwart gezeigt wird.

## Preis 2013
Für den Preis 2013 wurden Kerstin Brätsch, Mariana Castillo Deball, Simon Denny und Haris Epaminonda nominiert. Den Preis der Nationalgalerie für junge Kunst 2013 gewann Mariana Castillo Deball, die als Auszeichnung eine Einzelausstellung vom 20. September 2014 bis 1. März 2015 im Hamburger Bahnhof in Berlin realisiert hat. Der Preis der Nationalgalerie für junge Filmkunst 2013 ging an Victor Orozco Ramirez.

## Preis 2015
Für den Preis der Nationalgalerie wurden nominiert: Christian Falsnaes, Slavs and Tatars, Anne Imhof und Florian Hecker. Der Preis wurde Anne Imhof zugesprochen für ihre Installation „Forever Rage“, die Auszüge aus ihren Arbeiten „Rage“ (2014) und „Deal“ (2015) zu einem neuen Stück verband. Die Arbeit wurde im Hamburger Bahnhof in Berlin zusammen mit den Arbeiten weiterer Preisträger vom 11. September 2015 bis 17. Januar 2016 gezeigt.

## Preis 2017
Für den Preis der Nationalgalerie waren vier Künstlerinnen nominiert: die Amerikanerin mit palästinensischen Wurzeln Jumana Manna, die Venezolanerin Sol Calero, Iman Issa in Kairo geboren und die polnische Künstlerin Agnieszka Polska. Alle Nominierten leben und arbeiten in Berlin. Den Preis erhielt Agnieszka Polska mit ihrer Videoinstallation What the Sun Has Seen (Version II), 2017. Der Preis 2017 war von einer Debatte begleitet, die von einem veröffentlichten Statement aller Nominierten ausging, welches die Bedingungen des Preises sowie die vermeintliche Reduzierung der Nominierten auf ihr Geschlecht und Herkunft kritisierte.